# Frisch Auf Göppingen

FRISCH AUF! Göppingen equip d'handbol de Handball-Bundesliga

El FRISCH AUF! Göppingen és un equip d'handbol de la ciutat alemanya de Göppingen. Actualment disputa la Primera Divisió de la Lliga alemanya d'handbol, competició que ha guanyat en 9 ocasions, essent 4 d'elles de forma consecutiva.
A nivell internacional destacar el fet que ha guanyat en 2 ocasions la Copa d'Europa d'handbol els anys 1960 i 1962, perdent però la final de 1959. També arribà a la final de la Copa EHF de 2006 en la qual perdé el títol enfront del TBV Lemgo alemany.

## Palmarès
- 2 Copa d'Europa: 1960 i 1962.
- 9 Lliga alemanya: 1954, 1955, 1958, 1959, 1960, 1961, 1965, 1970 i 1972.
- 4 Copa EHF d'handbol: 2011, 2012, 2016, 2017.